# Новый (Смоленская область)
Новый — село в Смоленской области России, в Вяземском районе. Расположено в восточной части области в 14 км к востоку от районного центра, и в 0,5 км к востоку от остановочного пункта 18 км на железнодорожной ветке Вязьма—-Калуга. Население — 644 жителя (2007). Административный центр Степаниковского сельского поселения.
В селе средняя школа и дом культуры.

## История
В 2004 году посёлок преобразован в село.